# Garlino
Garlino – wieś sołecka w Polsce, położona w województwie mazowieckim, w powiecie mławskim, w gminie Szydłowo.
| SIMC    | Nazwa            | Rodzaj    |
| ------- | ---------------- | --------- |
| 1055894 | Garlino-Komunino | część wsi |
| 1055902 | Garlino-Racibory | część wsi |

W latach 1975–1998 miejscowość administracyjnie należała do województwa ciechanowskiego.